# Proprioseiopsis septus
Proprioseiopsis septus är en spindeldjursart som först beskrevs av Garman 1958.  Proprioseiopsis septus ingår i släktet Proprioseiopsis och familjen Phytoseiidae. Inga underarter finns listade i Catalogue of Life.